# 1346
1346. је била проста година.

## Догађаји
- 16. април — Српски краљ Душан Стефан Немањић у Скопљу крунисан за цара.

### Јун
- 9. јун — Енглеска војска је поразила бретањског војводу Шарла у бици код Сен Пол де Леона.

### Август
- 26. август — У бици код Кресија у Стогодишњем рату енглеска војска краља Едварда III је комбинацијом новог оружја (велшки лук) и технике победила много бројнију француску војску краља Филипа VI.